# Plautdietsch

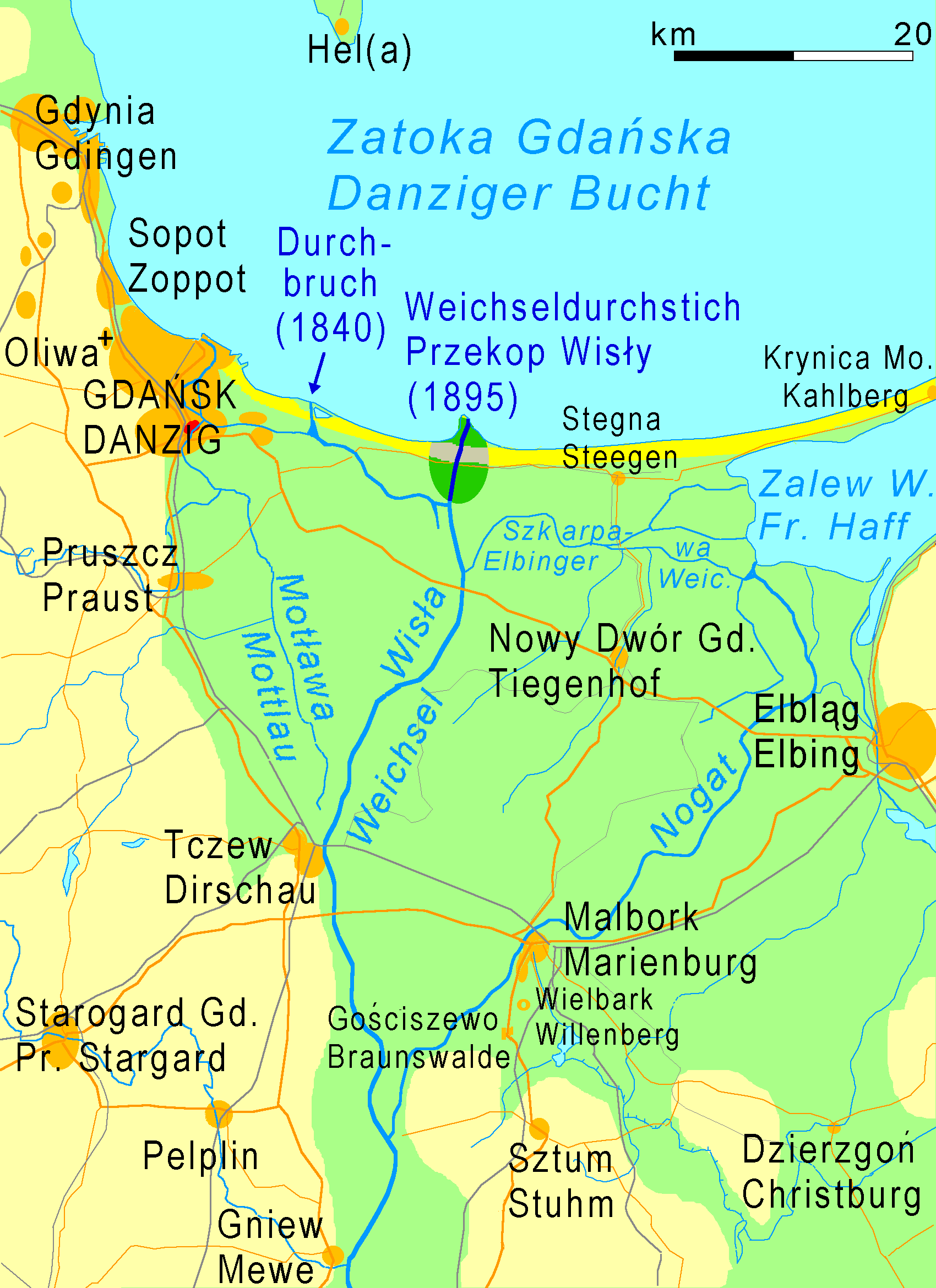
Delta Visly, místo, odkud pocházeli ruští mennonité, s dvojjazyčnými názvy sídel a kanály (vybudovanými v letech 1889-1895)

Plautdietsch (anglicky Plautdietsch, Mennonite Plautdietsch nebo Mennonite Low German („mennonitská dolní němčina“)) je jazyk tzv. ruských mennonitů (potomků německých mennonitů, kteří od konce 18. století emigrovali převážně ze západopruské delty Visly na území dnešní Ukrajiny a odtud později v několika vlnách do Kanady a později do celého světa, mj. do Jižní a Severní Ameriky). Mnoho mennonitů bylo po druhé světové válce deportováno do střední Asie nebo na Sibiř, odkud se později  mnozí přestěhovali do Německa nebo jiných zemí. (Odlišuj od jiného německého dialektu užívaného mennonity, pensylvánské němčiny, jíž mluví mennonité v Pensylvánii.) Plautdietsch je východopruská varieta východodolnoněmčiny, která se vyvinula v deltě Visly (v dnešním Polsku) v 16. a 17. století. Dnes mluví plautdietsch asi 500 000 mluvčích (podle některých zdrojů 300  000) po celém světě (v Kanadě až 100 000, v USA jen 10 000). Mluvčí se označují Platdietsche(n).
Mezi větší centra patří:
- Latinská Amerika a Karibik: Paraguay, Mexiko, Bolívie, Brazílie, Belize, Uruguay
- Evropa: Německo, Rusko, Polsko, Ukrajina
- Severní Amerika: Kanada, USA
- Asie: Rusko, Kazachstán, Kyrgyzstán, Gruzie

## Příklady

### Číslovky
| Plautdietsch | Česky |
| een          | jeden |
| twee         | dva   |
| dree         | tři   |
| fea          | čtyři |
| fief         | pět   |
| sass         | šest  |
| säwen        | sedm  |
| acht         | osm   |
| näajen       | devět |
| tian         | deset |

## Užitečné fráze
| Plautdietsch                       | Česky                     |
| Welkom!                            | Vítejte!                  |
| Hallo!                             | Ahoj!                     |
| Goodenmorjen! / Morjes!            | Dobré ráno!               |
| Goodendach! / G'ndach              | Dobré odpoledne!          |
| Goodenowent! / G'nowes!            | Dobrý večer!              |
| Ha een scheena Dach!               | Hezký den!                |
| Fein, dankscheen!                  | Dobře, děkuji!            |
| Daut es fein die kjanen to lieren! | Rád tě poznávám!          |
| Kjeen probleem!                    | Žádný problém!            |
| Waut deist du? / Waut doonen jie?  | Co děláš?                 |
| Ekj weet nich.                     | Nevím.                    |
| Ekj kaun die nich vestonen.        | Nerozumím ti.             |
| Kaust du een bät sachta räden?     | Mohl bys mluvit pomaleji? |
| Mie fält ...                       | Potřebuji ...             |
| Mie fält mea Jelt.                 | Potřebuji více peněz.     |
| Ekj sie vebeiselt.                 | Jsem ztracený.            |
| To de rajchte sied.                | Na pravou stranu.         |
| To de linkje sied.                 | Na levou stranu.          |
| Verwoats / Glikj wach.             | Přímo vpřed.              |
| Bie de Akj.                        | Na rohu.                  |

## Otčenáš v plautdietsche
Ons Voda em Himmel!
dien Nome saul heilich jehoole woare. 
lot dien Ritj kome; 
lot dien Welle opp Ieed jrod soo 
jedone woare aus em Himmel. 
jeff ons daut Broot, daut wie vondoag brucke. 
Vejeff ons onse Schult, 
soo aus wie dee vejewe, dee sich aun ons veschulcht habe. 
Brinj ons nich en Vesieetjunk,
oba bewoa ons von dem Beese.
Wiels die jehiet daut Ritj 
en dee Krauft en dee Harlichtjeit 
fe emma en emma.
Amen.